# Gerőc

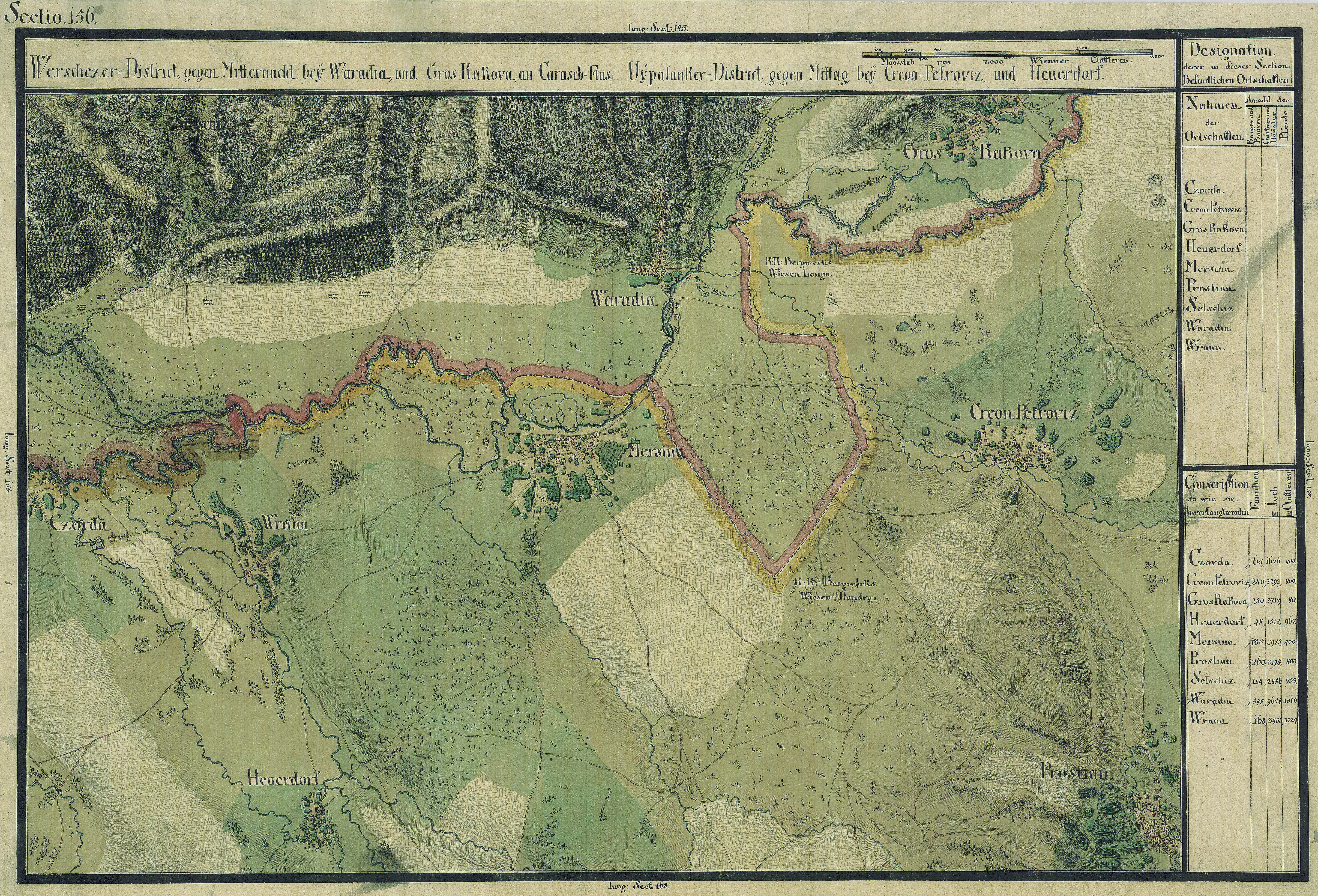
Gerőc (Péterfalva) egy 1700-as évekből való térképen

Gerőc (Greoni), település Romániában.

## Fekvése
Oravicabányától északnyugatra, a Karas jobb partján fekvő település.

## Története
A falutól délnyugatra 1 kilométer távolságban 3-4. századi település maradványait tárták fel.
Gerőc, Péterfalva nevét már 1349-ben említette oklevél p. magistri Joannis [f-i Pouse] Peturfolua néven, mint a Bár-Kalán nemzetségbeli Szeri Pósa fia János birtokát, melyet Györffy György egy határjáró oklevélből idézve említett. 1471-ben opp. Petherfalwa néven említették.
Az 1579-ben a török defterek adóösszeírása szerint Petrofça Oravicánál feküdt. 1723-ban Petrovacz, 1793-ban Greonnal egyesítve Greovácz, Gerőc, románul Greoni nevet kapott.
1910-ben 1745 lakosa volt, melyből 1659 román, 5 magyar volt. Ebből 1481 görögkeleti ortodox, 243 görögkatolikus, 18 római katolikus volt.
A trianoni békeszerződés előtt Krassó-Szörény vármegye Oraviczabányai járásához tartozott.